# 杤木嘉郎

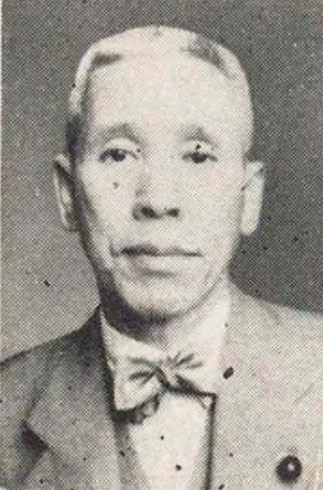
杤木嘉郎

杤木 嘉郎（とちぎ よしお、1889年（明治22年）11月10日 - 1969年（昭和44年）5月13日）は、大正から昭和期の実業家、政治家。杤木汽船社長、貴族院勅選議員。「栃木」と表記される場合がある。

## 経歴
福岡県で実業家・杤木順作の長男として生まれる。1915年（大正4年）早稲田大学商科を卒業した。
1915年、杤木慎作商店に入社。同年、杤木商事を設立し取締役に就任。以後、杤木合名会社代表社員、杤木商事社長、杤木化学工業取締役、全国沿岸タンカー組合理事長、九州造船社長、船舶運営会評議員、船舶管理委員会専門委員、海事審議会専門委員、福岡県若松市会議員などを務めた。1945年（昭和20年）杤木商事が杤木汽船に名称を変更し引き続き社長に在任した。
1946年（昭和21年）5月18日に貴族院勅選議員に任じられ、研究会に所属して活動し1947年（昭和22年）5月2日の貴族院廃止まで在任した。この間、鉄道運賃審議会委員、運輸省海運総局参与などを務めた。
1947年、沿岸タンカー会長に就任し、日本海上観光協会会長、極洋捕鯨監査役、全日本観光連盟理事、国際観光会監査役、同相談役なども務めた。